# Guadalupe (Sao Tomé en Principe)
Guadalupe is de hoofdstad van het district Lobata in Sao Tomé en Principe (provincie Sao Tomé).
Het stadje ligt in het noorden van het eiland Sao Tomé, zo'n 14 kilometer ten westen van de stad Sao Tomé, de hoofdstad van Sao Tomé en Principe.

## Bevolkingsontwikkeling
| Jaar                | Inwoners |
| ------------------- | -------- |
| 1999 (schatting)    | 1.734    |
| 2001 (volkstelling) | 1.543    |
| 2010 (berekening)   | 2.103    |

## Sport
In Guadalupe speelt een voetbalclub met de naam Desportivo de Guadalupe.
Provincies: Sao Tomé (Sao Tomé) · Principe (Santo António)
Districten: Água Grande (Sao Tomé) · Cantagalo (Santana) · Caué (São João dos Angolares) · Lembá (Neves) · Lobata (Guadalupe) · Mé-Zóchi (Trindade) · Pagué (Santo António)
Eilanden: Ilhéu Bom Bom · Ilhéu das Cabras · Ilhéu Caroço · Principe · Ilhéu das Rolas · Ilhéu de Santana · Sao Tomé · Tinhosa Grande · Tinhosa Pequena